# 6. Arrondissement (Marseille)
Das 6. Arrondissement ist ein Arrondissement (Stadtbezirk) der südfranzösischen Stadt Marseille. 2007 lebten hier 43.360 Menschen.

## Lage und Stadtviertel
Es befindet sich unmittelbar südlich des Stadtzentrums von Marseille. Im Norden grenzt es an das 1. Arrondissement, im Osten ans 4. und 10., im Süden ans 8. und im Westen ans 7. Arrondissement.
Das Arrondissement unterteilt sich in sechs Stadtviertel:
- Castellane
- Lodi
- Notre-Dame du Mont
- Palais de Justice
- Préfecture
- Vauban

## Kultur und Sehenswürdigkeiten
Das Arrondissement ist vor allem in seinem mittleren und westlichen Teil bürgerlich geprägt. Hier befinden sich die Präfektur, die Oper und der Justizpalast sowie ein Teil der rue de Rome, der bedeutendsten Einkaufsstraße der Stadt und im Westen auf der Spitze eines Hügels die Basilika Notre-Dame-de-la-Garde, das Wahrzeichen der Stadt. Der Teil östlich der rue de Rome, vor allem das Viertel La Plaine rund und um die ebenfalls auf der Spitze eines Hügels liegende Kirche Notre-Dame-du-Mont ist ethnisch und sozial sehr gemischt. Zu einer griechisch-melkitischen Kirche gesellen sich im Arrondissement ganze sieben Synagogen. Die Gegend ist ein bevorzugtes Wohnviertel von Künstlern und Intellektuellen, weshalb die Theater La Baleine, das Théâtre Marie-Jeanne, das Théâtre de Montevidéo und das L’Athanor Théâtre, ebenso wie das Konzerthaus Espace Julien, ein dankbares Publikum finden. In der rue Grigan zeigt das Musée Cantini seine Sammlung moderner Kunst.